# El pueblo unido jamás será vencido
¡El Pueblo Unido Jamás Será Vencido!, på svenska Ett enat folk kommer aldrig att besegras!, är namnet på ett musikstycke som kom att ge namnge den chilenska musikgruppen Quilapayúns musikalbum som utgavs 1975.

## Albumet¡El Pueblo Unido Jamás Será Vencido!
Albumet släpptes i exil 1975, efter militärkuppen i Chile som ägde rum den 11 september 1973, och inleddes med en hyllning till den socialistiske presidenten Salvador Allende, och fortsatte med en elegi tillägnat Kubas tidigare industriminister Ernesto "Che" Guevara.

## Musikstycket¡El Pueblo Unido Jamás Será Vencido!
Den mest kända låten från albumet är Quilapayún & Sergio Ortegas ¡El pueblo unido jamás será vencido!, ursprungligen komponerad som en marsch för partiet Unidad Populars regering. Efter den 11 september 1973 kom den att bli en internationell hymn för det chilenska motståndet gentemot Chiles militärdiktatur. 
Låten har översatts till flera språk och har hörts i stora samlingar, marscher och demonstrationer över hela världen, från studenter i Iran, invandrade arbetare i Kalifornien och arbetarmanifestationer i Berlin.

## Låtlista från albumet¡El Pueblo Unido Jamás Será Vencido!
1. “Compañero Presidente"[1] (Eduardo Carrasco – Quilapayún)
2. “Elegía al Che Guevara”/Elegy för Che Guevara (Eduardo Carrasco)
3. “Canción de la esperanza”/Hoppets sång (Instrumental) (Eduardo Carrasco)
4. “El rojo gota a gota irá creciendo" [2]/The red will slowly grow (Eduardo Carrasco - Horacio Salinas)
5. "Chacarilla" (Popular)
6. “El alma llena de banderas”/ (Víctor Jara)
7. "Titicaca”/Lake Titicaca (Popular)
8. “Las luchas: Canción V [o La represión]"/Sång 5 från ‘Las Lucha’[3] (Sergio Ortega)
9. “La represión/The repression (P. Rojas - Jaime Soto)
10. “El pueblo unido jamás será vencido”/Folket enade, kommer aldrig att besegras(Quilapayún – Sergio Ortega)